# Pumwaree Yodkamol
Pumwaree Yodkamol (ภุมวารี ยอดกมล; Bangkok, 5 febbraio 1982) è un'attrice thailandese.
È stata coprotagonista in Ong-Bak - Nato per combattere, nel ruolo di Muay Lek al fianco di Tony Jaa. Altri suoi ruoli includono The Bodyguard, dove interpreta il ruolo di Pok e Pisaj, nel ruolo di Oui.
Yodkamol è apparsa anche nello show In the Dark sul canale thailandese Channel 3.

## Filmografia parziale
- Ong-Bak - Nato per combattere (2003)
- The Bodyguard - La mia super guardia del corpo (2004)
- Pisaj (2004)
- Tom-Yum-Goong (2005)